# Конвой Рабаул — Трук (23.04.43 — 27.04.43)
Конвой Рабаул — Трук (23.04.43 — 27.04.43) — японський конвой часів Другої світової війни, проведення якого відбувалось у квітні 1943 року.
Конвой сформували в Рабаулі — головній передовій базі японців в архіпелазі Бісмарка, з якої вони провадили операції на Соломонових островах та сході Нової Гвінеї. Пунктом призначення при цьому був Трук (Чуук) на сході Каролінських островів, де ще до війни створили потужну базу ВМФ.
До складу конвою увійшли судна «Кікукава-Мару», «Тенйо-Мару» (Tanyo Maru) та «Амагісан-Мару», а ескорт забезпечував есмінець «Онамі».
23 квітня 1943 року судна вийшли з Рабаула та попрямували на північ. Хоча в цей період комунікації архіпелагу Бісмарка ще не атакувала авіація, на них традиційно діяли підводні човни. Утім, цього разу конвой зміг пройти без інцидентів та 27 квітня прибув на Трук.